# 南野京右
南野 京右（のうの きょうすけ、1935年12月16日 - 2011年10月8日）は、日本の政治家。山口県長門市長（1期）。

## 略歴
長門市仙崎出身。山口県立大津高等学校 を経て中央大学経済学部卒。卒業後、家業の鮮魚仲買業の会社に就職。同社の社長や長門青年会議所理事長を務めた後、1983年に旧長門市議会議員に初当選。以後26年に渡り旧長門市議・長門市議を務め、旧長門市で4年間、合併後の長門市で4年間市議会議長を務めた。
2009年4月12日に行われた長門市長選挙に立候補し、現職の松林正俊らを破って初当選、新市二代目の長門市長に就任する。市長就任後は長門市の行財政改革や、地域の基幹になる農業と水産業、観光産業の活性化などに取り組んでいた。
2011年に入り体調が悪化、尿路感染症などの治療のため入院するも、その際の検査で膀胱に悪性腫瘍が発見された。8月1日に阿野徹生副市長を市長職務代理者に指名して入院療養に努めたが、現職のまま同年10月8日、膀胱癌のため宇部市内の病院で死去。75歳没。死没日をもって従五位に叙され、旭日小綬章追贈された。